# 媖子内親王
媖子内親王（えいしないしんのう、正応元年（1288年） - 観応3年/正平7年8月11日（1352年9月19日））は、鎌倉・南北朝時代の皇族・女院。後深草天皇の第五皇女で、母は西園寺公相の娘・相子（土御門准后）。女院号は陽徳門院（ようとくもんいん）。なお、生年を弘安10年（1287年）、名を姨子とする説もある。
永仁2年（1294年）1月23日に内親王宣下と准三宮宣下を受ける。正安4年（1292年）3月15日に院号宣下を受ける。嘉元4年（1306年）9月5日に19歳で出家して、法名を円覚智とした。